# Étang de Bischwald
L’étang de Bischwald se situe dans le département français de la Moselle en région Grand Est.

## Histoire
Mentionné Buchewalde en 1447. 

Dépendait de la mairie de Bistroff et de la seigneurie de Hinguesange en 1682.